# 메이지 시대
메이지 시대(일본어: 明治時代 めいじじだい[*])는 메이지 유신 이후의 메이지 천황의 통치를 가리키는 이름으로, 1868년 1월 3일 왕정복고의 대호령에 의해 메이지 정부가 수립된 후 1912년 7월 30일 메이지 천황이 서거할 때까지 44년간으로, 쇼와 다음으로 긴 연호이다. (메이지 천황의 즉위는 메이지 유신 1년 전인 1867년 2월이다.)
일본 제국의 전반기에 해당되는 시기이며, 메이지 유신부터 신해 혁명 종결까지의 시기하고 일치한다. 메이지(明治)는 《역경》(易經) (說卦傳 4장)의 성인남면이청천하, 향명이치(聖人南面而聽天下, 嚮明而治, 성인은 남쪽을 향해 천하의 의견을 듣고, 밝은 것을 향하여 다스린다.)에서 따온 글자이다.

## 정치
메이지 년간의 정치 체제는 크게 전반기와 후반기로 나뉜다. 전반기는 메이지 정부의 시기 (1868년 ~ 1890년), 후반기는 일본제국 헌법 시행 이후 (1890년 ~ 1912년)이다. 메이지 정부는 일본 제국의 초기 정부이다.

## 대외 관계
메이지 시대의 대외 관계에서 특징적인 요소는 불평등 조약의 철폐에 집념을 불태우지 않는 것이다.
일본의 제국주의 외교의 시작은 메이지 유신의 일본제국의 성립이다. 1868년부터 1911년까지 (즉 메이지 시대)은 도쿠가와 막부가 체결한 불평등 조약을 상속했다. 또한 불평등 조약이 전폐되었다. 1911년 중국에서 신해 혁명이 발발한 해이기도했지만, 쑨원과 장제스 등 대륙시기 중화민국의 지도자들은 메이지 년간의 일본제국에 유학 하고 있었다.
불평등 조약의 철폐를 지향하는 정부의 활동은 1880년대 "녹명관 외교(로쿠메이칸 외교)"가 상징적이다. 또, 메이지 정부는 국력을 강화하기 위하여 "외국인 초빙사"을 초청하였고, 그들은 서양 문명의 보급에 의한 일본의 발전에 크게 공헌했다.

## 일본의 산업 혁명
일본의 산업 혁명이 메이지 시대에 일어났다. "외국인 초빙사"의 초빙을 비롯해 서양식 산업이 대량 신속하게 수입되어 일본화되어 갔다.
산업 혁명 시대의 일본을 상징하는 사건으로, 일본 최초의 철도 개업 (1872년), 토미오카 제사장, 국내 권업 박람회 (1877년), 일본에서 전화 개통 (1900년), 야하타 제철소 (1901년 개관) 등이 대표적이다.

## 이 시대의 주요 사건

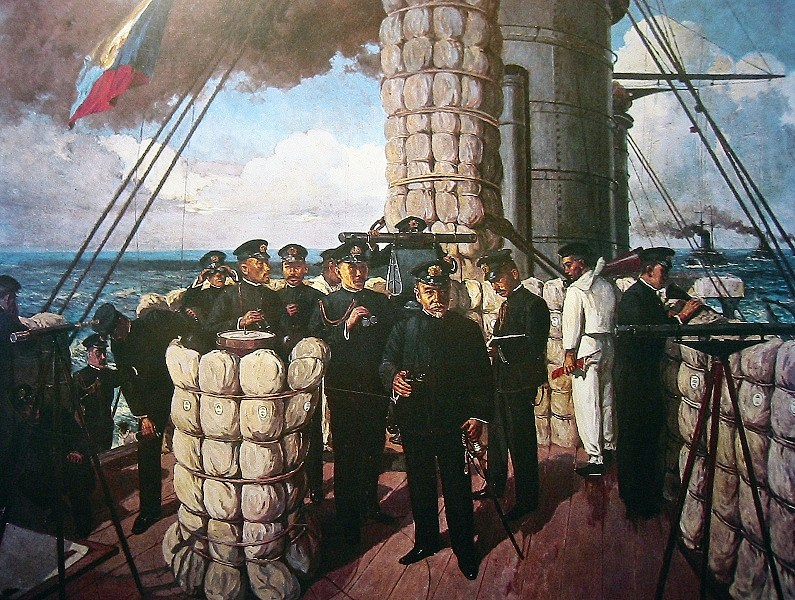
러일전쟁 (1905년)

- 1년 (1868년) - 에도 막부 붕괴.
- 2년 (1869년) - 보신 전쟁 종료. 판적봉환.
- 4년 (1871년) - 폐번치현, 청일수호조약, 단발령으로 일본식 상투인 촘마게가 폐지됨.
- 5년 (1872년) - 그레고리력을 도입.
- 6년 (1873년) - 징병제 실시. 메이지 6년 정변(사이고 다카모리, 이타가키 다이스케등이 하야)
- 9년 (1876년) - 강화도 조약, 폐도령으로 무사계급이 칼을 차고 다니지 않게 됨.
- 10년 (1877년) - 세이난 전쟁. (~ 1878년)
- 12년 (1879년) - 오키나와현을 설치 (류큐 처분)
- 22년 (1889년) - 일본제국 헌법 공포.
- 27년 (1894년) - 청일전쟁 발발. ( ~1895년)
- 28년 (1895년) - 시모노세키 조약.
- 37년 (1904년) - 러일전쟁 발발. ( ~1905년)
- 42년 (1909년) - 안중근이 이토 히로부미를 저격함.
- 43년 (1910년) - 한일 병합 조약으로 대한제국을 병합함.
- 45년 (1912년) - 메이지 천황의 서거로 45년 만에 막을 내림(쇼와 다음으로 긴 연호로 기록됨).

## 이 시대의 주요 인물
- 가쓰 가이슈
- 구로다 기요타카
- 고무라 주타로
- 기도 다카요시
- 나쓰메 소세키
- 나카에 조민
- 노기 마레스케
- 다카스기 신사쿠
- 도고 헤이하치로
- 마사오카 시키
- 메이지 천황
- 사이고 다카모리
- 시부사와 에이이치
- 쓰다 우메코
- 야마가타 아리토모
- 에토 신페이
- 오쿠마 시게노부
- 오쿠보 도시미치
- 요사노 아키코
- 이노우에 가오루
- 이와쿠라 도모미
- 이타가키 다이스케
- 이토 히로부미
- 김옥균
- 이완용
- 후쿠자와 유키치

## 그레고리력개력 전후 연대표
- 메이지 5년까지는 구력(旧暦)이자 태음태양력인 덴포력(天保暦)을 사용하였으며, 메이지 6년 이후로 신력(新暦)이자 태양력인 그레고리력으로 역법을 변경하였다. 그러므로 메이지 5년까지의 연도와 달력이 정확하게 일치하지는 않는다.

| 메이지 | 간지 (干支) | 구력 (덴포력)                 | 신력 (그레고리력)                 |
| 4년    | 신미 (辛未) | 음력 1월 1일 ~ 음력 12월 30일 | 1871년 2월 19일 ~ 1872년 2월 8일  |
| 5년    | 임신 (壬申) | 음력 1월 1일 ~ 음력 12월 2일  | 1872년 2월 9일 ~ 1872년 12월 31일 |
| 6년    | 계유 (癸酉) | (그레고리력으로 개력)         | 1873년 1월 1일 ~ 1873년 12월 31일 |

## 연대 대조표
| 메이지 | 서기 (西紀) | 간지 (干支) | 조선 연호                 | 청나라 연호              | 베트남 응우옌 왕조 연호               |
| 원년   | 1868년      | 무진 (戊辰) | …                         | 동치(同治) 7년           | 뜨득(嗣德) 21년                       |
| 2년    | 1869년      | 기사 (己巳) | …                         | 동치 8년                 | 뜨득 22년                             |
| 3년    | 1870년      | 경오 (庚午) | …                         | 동치 9년                 | 뜨득 23년                             |
| 4년    | 1871년      | 신미 (辛未) | …                         | 동치 10년                | 뜨득 24년                             |
| 5년    | 1872년      | 임신 (壬申) | …                         | 동치 11년                | 뜨득 25년                             |
| 6년    | 1873년      | 계유 (癸酉) | …                         | 동치 12년                | 뜨득 26년                             |
| 7년    | 1874년      | 갑술 (甲戌) | …                         | 동치 13년                | 뜨득 27년                             |
| 8년    | 1875년      | 을해 (乙亥) | …                         | 광서(光緖) 원년          | 뜨득 28년                             |
| 9년    | 1876년      | 병자 (丙子) | 개국(開國) 485년          | 광서 2년                 | 뜨득 29년                             |
| 10년   | 1877년      | 정축 (丁丑) | 개국 486년                | 광서 3년                 | 뜨득 30년                             |
| 메이지 | 서기 (西紀) | 간지 (干支) | 조선 연호                 | 청나라 연호              | 베트남 응우옌 왕조 연호               |
| 11년   | 1878년      | 무인 (戊寅) | 개국(開國) 487년          | 광서(光緖) 4년           | 뜨득(嗣德) 31년                       |
| 12년   | 1879년      | 기묘 (己卯) | 개국 488년                | 광서 5년                 | 뜨득 32년                             |
| 13년   | 1880년      | 경진 (庚辰) | 개국 489년                | 광서 6년                 | 뜨득 33년                             |
| 14년   | 1881년      | 신사 (辛巳) | 개국 490년                | 광서 7년                 | 뜨득 34년                             |
| 15년   | 1882년      | 임오 (壬午) | 개국 491년                | 광서 8년                 | 뜨득 35년                             |
| 16년   | 1883년      | 계미 (癸未) | 개국 492년                | 광서 9년                 | 뜨득 36년                             |
| 17년   | 1884년      | 갑신 (甲申) | 개국 493년                | 광서 10년                | 끼엔푹(建福) 원년                     |
| 18년   | 1885년      | 을유 (乙酉) | 개국 494년                | 광서 11년                | 함응이(咸宜) 원년 동카인(同慶) 을유년 |
| 19년   | 1886년      | 병술 (丙戌) | 개국 495년                | 광서 12년                | 동카인 원년                           |
| 20년   | 1887년      | 정해 (丁亥) | 개국 496년                | 광서 13년                | 동카인 2년                            |
| 메이지 | 서기 (西紀) | 간지 (干支) | 조선 연호 대한제국 연호   | 청나라 연호              | 베트남 응우옌 왕조 연호               |
| 21년   | 1888년      | 무자 (戊子) | 개국(開國) 497년          | 광서(光緖) 14년          | 동카인(同慶) 3년                      |
| 22년   | 1889년      | 기축 (己丑) | 개국(開國) 498년          | 광서 15년                | 동카인 4년 타인타이(成泰) 원년        |
| 23년   | 1890년      | 경인 (庚寅) | 개국(開國) 499년          | 광서 16년                | 타인타이 2년                          |
| 24년   | 1891년      | 신묘 (辛卯) | 개국(開國) 500년          | 광서 17년                | 타인타이 3년                          |
| 25년   | 1892년      | 임진 (壬辰) | 개국 501년                | 광서 18년                | 타인타이 4년                          |
| 26년   | 1893년      | 계사 (癸巳) | 개국 502년                | 광서 19년                | 타인타이 5년                          |
| 27년   | 1894년      | 갑오 (甲午) | 개국(開國) 503년          | 광서 20년                | 타인타이 6년                          |
| 28년   | 1895년      | 을미 (乙未) | 개국 504년                | 광서 21년                | 타인타이 7년                          |
| 29년   | 1896년      | 병신 (丙申) | 건양(建陽) 원년           | 광서 22년                | 타인타이 8년                          |
| 30년   | 1897년      | 정유 (丁酉) | 건양 2년 광무(光武) 원년  | 광서 23년                | 타인타이 9년                          |
| 메이지 | 서기 (西紀) | 간지 (干支) | 대한제국 연호             | 청나라 연호              | 베트남 응우옌 왕조 연호               |
| 31년   | 1898년      | 무술 (戊戌) | 광무(光武) 2년            | 광서(光緖) 24년          | 타인타이(成泰) 10년                   |
| 32년   | 1899년      | 기해 (己亥) | 광무 3년                  | 광서 25년                | 타인타이 11년                         |
| 33년   | 1900년      | 경자 (庚子) | 광무 4년                  | 광서 26년                | 타인타이 12년                         |
| 34년   | 1901년      | 신축 (辛丑) | 광무 5년                  | 광서 27년                | 타인타이 13년                         |
| 35년   | 1902년      | 임인 (壬寅) | 광무 6년                  | 광서 28년                | 타인타이 14년                         |
| 36년   | 1903년      | 계묘 (癸卯) | 광무 7년                  | 광서 29년                | 타인타이 15년                         |
| 37년   | 1904년      | 갑진 (甲辰) | 광무 8년                  | 광서 30년                | 타인타이 16년                         |
| 38년   | 1905년      | 을사 (乙巳) | 광무 9년                  | 광서 31년                | 타인타이 17년                         |
| 39년   | 1906년      | 병오 (丙午) | 광무 10년                 | 광서 32년                | 타인타이 18년                         |
| 40년   | 1907년      | 정미 (丁未) | 광무 11년 융희(隆熙) 원년 | 광서 33년                | 타인타이 19년 주이떤(維新) 원년       |
| 메이지 | 서기 (西紀) | 간지 (干支) | 대한제국 연호             | 청나라 연호 중화민국기원 | 베트남 응우옌 왕조 연호               |
| 41년   | 1908년      | 무신 (戊申) | 융희(隆熙) 2년            | 광서(光緖) 34년          | 주이떤(維新) 2년                      |
| 42년   | 1909년      | 기유 (己酉) | 융희 3년                  | 선통(宣統) 원년          | 주이떤 3년                            |
| 43년   | 1910년      | 경술 (庚戌) | 융희 4년                  | 선통 2년                 | 주이떤 4년                            |
| 44년   | 1911년      | 신해 (辛亥) | …                         | 선통 3년                 | 주이떤 5년                            |
| 45년   | 1912년      | 임자 (壬子) | …                         | 민국(民國) 원년          | 주이떤 6년                            |

## 같이 보기
- 부국강병
- 식산흥업
- 폐불훼석
- 문명개화
- 서양 문명
- 갑오개혁

| 전임: - | 일본 제국 메이지 시대 1868년 ~ 1912년 | 후임: 다이쇼 시대 1912년 ~ 1926년 |

| 이전 게이오 | 일본의 연호 1868년 ~ 1912년 | 다음 다이쇼 |